# Hannes Kolehmainen
Juho Pietari Hannes Kolehmainen, finski atlet, * 9. december 1889, Kuopio, † 11. januar 1966, Helsinki.
16. novembra 2013 je bil sprejet v Mednarodni atletski hram slavnih.